# Rue Saint-Amand (Paris)
La rue Saint-Amand est une voie du 15e arrondissement de Paris, en France.

## Situation et accès
La rue Saint-Amand est une voie publique située dans le 15e arrondissement de Paris. Elle débute au 6, place d'Alleray et se termine place du Général-Monclar.

## Origine du nom
La rue tire son nom de Jean-Armand Lacoste, dit Saint-Amand (1797-1885), dramaturge français.

## Historique
La voie est ouverte et prend sa dénomination actuelle en 1924.